# Lucian (Underworld)
 (septembre 2017).
Si vous disposez d'ouvrages ou d'articles de référence ou si vous connaissez des sites web de qualité traitant du thème abordé ici, merci de compléter l'article en donnant les références utiles à sa vérifiabilité et en les liant à la section « Notes et références ».
Lucian est un personnage de la série de films Underworld incarné par l'acteur britannique Michael Sheen. Il est le chef des Lycans. 

## Biographie
Lucian est un Lycan dit de seconde génération, des Loups Garous pouvant reprendre forme humaine plus ou moins à volonté. Issu d'une mère Loup-Garou, il est, au grand dam du conseil vampirique, recueilli par Viktor, qui voit en cet enfant un futur moyen efficace pour se protéger et lutter contre les monstruosités pendant le jour. Lucian est élevé, entraîné, gardé en cage et poussé plusieurs fois à la faim. C'est durant ces crises que Viktor tente de créer d'autres specimens, comme Lucian et à partir de ce dernier. Devenu par la suite forgeron-esclave dans la citadelle des vampires, Lucian tente à plusieurs reprises d'éviter le fouet à ses frères d'infortune. Il est aussi le responsable personnel de l'épée de Sonja, la fille et l'héritière naturelle de Viktor, dont on découvre au fil du Soulèvement des Lycans leur lien affectif et charnel. Dans le même temps, Lucian montre à sa bien-aimée un double qu'il a forgé de la clé du collier anti-transformation, lui permettant, s'il le désire, de se libérer de ses chaînes. 
Malgré les suppliques de Sonja, il est toutefois obligé de se défaire de son collier lors d'une attaque de meute lupine sur une caravane de noble, où apparaît son futur bras droit Raze, et où il semble faire montre d'une autorité naturelle sur ses aînés. Malgré cela, les forces vampiriques l'abattent à l'aide de carreaux en argent pour stopper sa mutation. De retour à la citadelle, il subit le courroux de Viktor pour avoir retiré son collier sans autorisation. Le traitement dont il bénéficiait alors est terminé, et Lucian est traité comme la pire des bêtes. Il fomente alors une évasion avec ses compagnons, ainsi qu'avec l'aide fortuite de Tannis qui lui fournit un double de sa clé, en bernant son bourreau (qu'il met littéralement en charpie), et commence à faire s'évader tout un groupe de Lycans. 
Malheureusement, l'opération est découverte, et les garde vampires utilisent leurs armes de siège pour abattre et retenir le groupe. Seule une vingtaine de Lycans s'échappent, dont Lucian, qui affronte du regard un Viktor échaudé par son ancien animal domestique ainsi que par le soleil, qui point à l'horizon. Lucian prend la tête du groupe d'évadés, et commencent à faire s'échapper par des guerrilas les différents esclaves humains des vampires, certains devenant membres de l'espèce lycanthrope. Durant ce moment, il en profite aussi pour aller dans un cairn à proximité de son camp, où il rencontre des Loups Garous, avec lesquels il semble pouvoir communiquer. Après quelques jours dans ce cairn, il revient au camp, où la suivante de Sonja vient le prévenir qu'elle est prisonnière de son père. 
Malgré les avertissements de Raze quant au fait que c'est un piège évident, Lucian refuse d'abandonner son amour, et fonce à la citadelle, dans laquelle il s'infiltre très aisément. après que Sonja lui révèle sa gestation, ils sont pris en chasse par Viktor et ses hommes, qui enferme les deux amants dans les souterrains qu'ils utilisaient pour se retrouver. 
Acculés et piégés par les flammes, Lucian et Sonja se ruent dans la cour pour affronter les hommes de Viktor un par un, faisant couler le sang de nombreux guerriers vampires. Mais l'affrontement tourne à leur désavantage quand la fille affronte le père, lui révélant au passage la progéniture qui grandit en son sein. Viktor hurle de rage, pestant qu'il pouvait fermer les yeux sur tous les caprices de sa fille, mais que celui-là lui vaudrait la mort. 
Enfermé à nouveau, à proximité de Sonja, elle et Lucian attendent le jugement du Conseil, qui statue sur la mise à mort de la fille de Viktor, à l'unanimité (Viktor ayant voté pour). Enfermé dans une salle d'exécution pour vampires, Lucian, enchaîné, assiste impuissant à l'exposition de son amour au rayons du soleil, qui la font disparaître instantanément. Il s'écroule alors de chagrin et de rage, jusqu'à la nuit tombée, où Viktor vient récupérer le médaillon de sa fille (médaillon étant une partie de la clé de la prison de William Corvinus, le premier Loup et frère de Markus Corvinus, premier vampire). Lucian, voyant alors le bourreau de celle qu'il a aimé, parvient à se libérer des carreaux d'argent dans ton dos, lui permettant de se transformer. Il arrache le collier à Viktor et s'enfuit, mais il est violemment blessé par les chasseurs, et pousse en haut de la muraille un hurlement indiquant au Loups qu'ils peuvent attaquer la citadelle. 
C'est lors de cet assaut qu'il fait libérer par Raze les derniers esclaves lupins, avant de se lancer aux trousses de son ancien maître. Durant un combat où ils se rejettent mutuellement la faute de la mort de Sonja, Lucian parvient à piéger le maître vampire par les rayons du soleil naissant, avant de le transpercer à coup d'épée dans la bouche. C'est après ce combat que la guerre des vampires et des lycans commence.
Plusieurs décennies plus tard, Lucian est déclaré mort par Kraven, le bras droit de Viktor, et lui en apporte la preuve en lui montrant un morceau de peau marqué au fer rouge du sceau de Viktor.
Dans le premier volet de la saga, cependant, Lucian est vivant et bien portant, recroquevillé dans les bas fonds de la ville. La meute est à la recherche du dernier descendant humain de la lignée Corvinus, plus précisément du père des deux frères Corvinus, dans l'espoir de pouvoir mêler le sang du descendant au sien, lui permettant ainsi de devenir un hybride mi-loup mi-vampire. Malgré le fait qu'il accueille Mickael Corvin à la sortie de l'ascenseur, le mordant au passage pour récupérer son sang et faire de lui un lycan, il tombe sur Sélène qui le crible de balles avant d'emporter Mickael au loin. Mais ce n'est que partie remise, car ses hommes arrivent à récupérer le futur lupin en attaquant la planque où Sélène l'avait enfermé. 
Alors qu'il se réveille, Lucian fait  face à Mickael, lui expliquant ce qu'il vient de se passer. Mickael lui répond par le récit de l'histoire de Lucian, qu'il a vécu à travers le processus de transformation en lupin. C'est alors que Kraven, qui fomentait un coup d'État pour empêcher le réveil de Markus et ainsi prendre le contrôle des vampires, débarque en annonçant que Viktor est réveillé et s'approche rapidement de la planque. Lucian critique alors la discrétion et le courage de son homologue qui n'hésite pas à lui tirer une balle de nitrate d'argent dans l'omoplate. Mickael agonisant après avoir pris trois balles dans la poitrine devant une Sélène désemparée , Lucian dit à Sélène que pour sauver Mickael, elle doit le mordre. Il meurt finalement  de plusieurs balles dans la poitrine, tué par Kraven.
Son corps sans vie sera récupéré et étudié par Alexander Corvinus lui-même alias Macaro (dans Underworld 2) avec celui de Viktor.